# Laumesfeld
Laumesfeld település Franciaországban, Moselle megyében. Lakosainak száma 285 fő (2022. január 1.). Laumesfeld Halstroff, Kerling-lès-Sierck, Kirschnaumen, Monneren, Saint-François-Lacroix és Waldweistroff községekkel határos.

## Népesség
A település népességének változása:
| Lakosok száma | 242  | 217  | 180  | 234  | 256  | 269  | 284  | 290  | 293  | 285  |
|               | 1968 | 1982 | 1990 | 2006 | 2013 | 2015 | 2017 | 2019 | 2020 | 2022 |